# Quận Isabella, Michigan
Quận Isabella một quận thuộc tiểu bang Michigan, Hoa Kỳ. Quận lỵ đóng ở Mount Pleasant. Theo điều tra dân số năm 2010 của Cục điều tra dân số Hoa Kỳ năm 2010, quận có dân số 70311 người.

## Địa lý
Theo Cục điều tra dân số Hoa Kỳ, quận có diện tích 1500 km2, trong đó có 13 km2 là diện tích mặt nước.